# ジュゼッペ・サモナ
ジュゼッペ・サモナ（Giuseppe Samona、1898年4月 - 1983年10月） イタリアの建築家、都市計画家、政治家。パレルモ生まれ。
彼の時代の最も偉大なイタリア人建築家の一人と考えられ、都市プランナーとしても同様に考えられている。

## 人物
イタリアの20世紀建築界で最も複雑な人物の1人。その重要性は1943年に指揮を命されたヴェネツィア王立建築研究所（後のIUAV）によるものである。ドン・カルメロ・サモナとPandolfinaの王女アデル Monroy によって育てられたという、シチリア貴族の2つの歴史的な家族の出。彼は1922年にパレルモ大学を卒業し、1927年にメッシーナ大学で助手として勤務し、初期は教える講師としてキャリアを始めている。一方で県の歴史文化保護協会の名誉監督官を務める。
1929年に最も重要なプロジェクトで記念碑的なゲート、メッシーナいわゆる「Palazzata」や「海事シアター」は均質な13個の建物の幕で構成されている。
パラッツァータの再建は決して完了してはおらず、再建計画に基づいて建設されるのは比較的中間の扉がある最初の2つの建物（INAのもの）だけであった。
ヴェネツィア建築大学研究所によって提唱され、1936年に創設したいわゆる「ベニスの学校」での教育を1971年まで続けた。
その後1931年と1936年にフェデリコ2世・ナポリ大学に勤務。1932年には南イタリア古文書監督官書記をつとめる。1937年に自身の建築設計事務所をローマに設立する傍らで、イタリア各地で教鞭をとる。1946年には共和国最高会議建築部門のメンバーとなり、1948年に組織体建築協会会長や雑誌「都市計画」の編集委員、1949年にはCIAMのイタリア支部メンバーとして目覚しい活躍をしている。
サモナの建築プロジェクトの中ではトラウマセンター病院バーリ（1948）、パレルモのヴィラScimemi（1950）、現在のパラッツォデルのエネルパレルモの『ビルSGES』（1961）、建築住宅でイタリアの銀行所有でパドヴァ市ジベッリーナ（1971）などがある。人気の劇場シャッカ（1974）が部分的に（「A」の部屋）2015年に完成し、2015年5月に公開されている。
建築設計だけでなく、公共事業省や国立都市計画協会の委員会メンバーとしてルイジ・ピッチナートやジョバンニ・アステンゴらとともに研究活動に励む。特に60年代にはむしろ都市計画の活動に力を注いでいる。
教員を退官後、1972年5月25日から1976年7月4日まで共和国の上院議員を務める。ヴェネト州のイタリア共産党のリストに選出され、政治発足以来、独立系左派グループに加わる。
またパレルモの歴史的中心部（1979年 - 1981年）でジャンカルロ・デ・カルロと「プランプログラム」起草を担当し、ウンベルト・ディクリスティーナとアンナマリアSciarraBorzìらとともに「4人の賢人」の1人であると記憶された。
サモナの最初の都市計画であるボルツァーノ市の市街地拡大整備計画のコンペティション案であるが、その設計手法から建築群とインフラストラクチャを総合化させた戦後のモダニズム手法の適用を各地のプロジェクトに当てはめるようになった。いずれも近代的なストラクチュアを持った大規模な開発計画を提案している。一方で決定の圏域都市計画及び都市基本計画の代表作としてトレント県のための計画（1962年から67年）があるが、これは1970年の州成立まで全国で遅れていた地域調整計画の整備がいち早く策定されてモデルと知られている。内容は小さな都市が山間部で分散している北部山岳地域のトレンド県において、地域間のインフラと工業、農業、自然環境地区、観光地区、業務地区等の都市連坦のバランスを図ったもので、この計画は後に修正展開されることにはなるが、その計画意図は引き継がれていった。

## 作品

### 建築と都市計画
主な作品
- 大聖堂の設計競技案、ラ・スペツィア。
- 正義の宮殿カンポバッソ（第1学年と第2学位）の設計競技案
- Palazzata di Messina（C. Autore、R. Leone、G. Viola）の海に面した新しいファサードのための設計競技案
- アッピオ地区の郵便、電信、電話サービスを利用した建物の設計競技案
- ローマのパラッツォ・デル・リトリーオとファシスト革命展のための設計競技案
- モデナにある業務センターの新本部のための第1回設計競技
- オスティア（RM）の映画館のグループの設置のためのローマのオーディトリアムとプロジェクトのための設計競技案
- チェファルー大聖堂（PA）の救済
- ヴィラ・イン・バハ（Pozzuoli、NA）
- ローマのダルマジア広場にあるマンションのプロジェクト
- ロンドンのクリスタルパレス地区のアレンジメントのための設計競技案（AGエヴァンスと）
- パレルモの地中海フェアプロジェクト
- ローマ犬トラウマ病院の設計競技案
- バリ島の傷病用整形外科病院
- INAのオフィスビルとトレヴィーゾの住宅（イーグル・レナータ・トリカナート）
- モンデッロ（パレルモ）のヴィラ・シメニ
- ヴェネツィアのSan SimeoneにあるInail officeとHousingの建物（Egle Renata Trincanatoと）
- メストレのインアハウス地区San Giuliano Village（L. PiccinatoとG.サモナコーディネーター）
- Palazzata di Messinaの家やオフィスの宮殿
- パレルモの実験地区Borgo Ulivia（A. Bonafede、C. Calandra、E. Caraccioloらと）
- パレルモのSges-Enel事務所の座席（G. MarcialisとA.サモナ）
- ヴェネツィアサッカ（C. Dardi、V.牧師、G. Polesello、Semerani L.、G. Tamaro、ER Trincanatoらと）モットー "Novissime" の新トロンケット駐車場のマスタープランのための国際設計競技
- テルミニイメレーゼ（PA）のTifeo火力発電所（G. MarcialisとA.サモナ）
- トリノ新業務センター地区計画案（C. Dardi、V. Pastor、G. Polesello、L. Semerani、G. Tamaro、ER Trincanatoとの設計競技）
- C.Dardi、E.Mattioni、V. Pastor、G.Polesello、L.Semerani、G.Tamaro、ER Trincanatoとのバホントの都市開発計画
- メストレ（G. MarcialisとA.サモナ）の住宅プロジェクト
- 新しいオフィスとローマの代議院の図書館（A.サモナとの）のための設計競技
- パドヴァのイタリア銀行（A.サモナ、G. Pizzetti）の新本部
- シチリアと大陸間（他国との間）の安定した道路鉄道接続のためのアイディアの国際設計競技
- Gibellina（TP）（V. グレロティ、G. Pirrone、A.サモナ）の市民、文化、商業センター
- 新しいカリグラ研究大学（他者との設計競技）
- 人気の劇場のシャッカ（A.サモナと）（AG）
- フィレンツェビジネスセンターのコンペプロジェクト（G.サモナ、親会社）
- テテ・デフェンス国際建築コンペプロジェクト、パリ（G. Marcialis、A.サモナ、ER Trincanato）

### 出版物
- 人気のある家、EPSA、ナポリ1935
- イタリアのモニュメント：チェファルーの大聖堂、 1939年ローマ、Libreria dello Stato
- チェファルー、ヌーヴ・グラフィチェ、ローマ1940年の大聖堂
- 都市計画と都市の未来、ローマ - バーリ1978

## 展示会
- ジュゼッペとアルベルト・サモナ。アーキテクチャのレッスン、展覧会はIlhyunキム、5月16日> 7月26日と9月5日> 2002年11月15日、で、D TentoriフランチェスコとマルコPogacnikをキュレーションヴェネツィアのIUAV大学、アーカイブプロジェクト。
- ジュゼッペ・サモナ ヴェネツィアのイワフ大学で2つの展覧会、 3月1日> 2018年5月11日ヴェネツィアのイアヴァ大学：
  - 公共の市のために。Giovanni LongobardiとGiovanni Marrasが編集したStefano BalzanettiとLaura Pujiaのプロジェクト1949-1983 ;
  - 作品の生涯 Umberto Ferro、Paolo Monti、 Claudio Sabatino、Egle Renata Trincanato、Angelo Maggiによるキュレーションによる写真展。

## アーカイブ
ジュゼッペ・サモナファンドがIUAV大学ヴェネツィア建築大学プロジェクト・アーカイブで開設されている。

## ノート
1. ↑  アウレリオレプレ、二十世紀のイタリアの歴史：我々はどこから来たものたちである A.モンダドーリ、2003年、ISBN  978-88-04-51142-7。
2. 1 2   ジュゼッペ・サモナ、SAN上 - 建築家のアーカイブのポータル。URLは2018年3月5日に参照
3. ↑   ヨセフ・サモナ「 - VI議会（1972-1976）の公式サイトから上院。
4. ↑  
 ジュゼッペ・サモナ（Giuseppeサモナ）、保管監督官庁の統一情報システム。URLは2018年3月5日に参照